# Тишкевич Андрій Бенедиктович
Граф Тишкевич Андрій Бенедиктович (3 квітня 1888, Краків — 6 березня 1955, Краків) — український дипломат. Секретар дипломатичної місії УНР на Кавказі. Племінник Михайла Тишкевича

## Життєпис
У 1910 році закінчив Олександрівський ліцей. Чиновник Державної канцелярії. У 1914 році прапорщик 12-го гусарського полку. У 1917 році служив в Польському уланському полку.
У 1919—1921 — Секретар дипломатичної місії Української Народної Республіки на Кавказі (Азербайджан, Вірменія, Грузія, Кубань).
В еміграції в Польщі.